# Цейс, Карл Фридрих
Карл Фридрих Цейс (нем. Carl Friedrich Zeiss, в другом варианте — Цейсс; по-немецки произносится ['tsais] («цайс»)) 11 сентября 1816 — 3 декабря 1888) — немецкий инженер и производитель оптики, основатель фабрики оптических систем «Цейс» (нем. Zeiss в Йене) (с 1846 года). Имел должности «придворного и университетского механика».

## Биография
Карл Цейс родился 11 сентября 1816 года в Веймаре в семье производителя игрушек. Он обучался в грамматической школе, а позже посещал лекции по математике, физике, антропологии, оптике и минералогии в Йенском университете. Спустя семь лет он открыл небольшое дело по производству оптики, однако его товары не пользовались особым спросом вплоть до 1847 года.
С 1847 года Карл Цейс наладил производство микроскопов, первые из которых использовали только одну линзу и были предназначены для экспериментальных работ. В первый год было продано около 23 штук. Вскоре Цейс перешёл на производство сложных микроскопов. Так в 1857 году на рынке появился «Штатив I» (нем. «Stativ I»).
В 1861 году Цейс был удостоен золотой медали на промышленной выставке в Тюрингии. Таким образом, производимые им товары были признаны лучшими среди научных достижений Германии. В 1866 году его завод продал тысячный микроскоп. В тот период Карл Цейс склонялся к мнению, что достиг максимальной отдачи от своего производства. Однако его встреча с физиком Эрнстом Аббе (нем. Ernst Karl Abbe) в 1872 году и последующая совместная работа с ним привели к открытию условия синусов Аббе.
В течение этого периода Цейс разработал и наладил производство лучших на тот момент линз. Теоретически, условие синуса могло реализоваться при использовании оптически высококачественного стекла, однако фактически на тот момент такого стекла не существовало. Вскоре доктор Эрнст Аббе встретил Отто Шотта — 30-летнего химика, специалиста по стеклу. В результате их сотрудничества был произведён новый материал, который смог полностью реализовать условие синуса. Этот новый тип стекла проложил путь к созданию нового типа апохроматических линз.
В сочетании с применением иммерсии все эти усилия позволили получить оптику, создающую качественное изображение и имеющую низкие аберрации. Именно к этому Карл Цейс стремился на протяжении всей своей жизни.
Карл Цейс умер 3 декабря 1888 года в Йене, похоронен на Иоанновском кладбище (Johannisfriedhof).
В честь Цейса назван астероид '(851) Цейссия, открытый 2 апреля 1916 года советским (российским) астрономом Сергеем Ивановичем Белявским.

## Вклад в оптику
Цейс внёс существенный вклад в изготовление линз. Его достижения в этой области используются по сей день. Основанный им в 1840 году в Веймаре (Германия) завод впоследствии стал одним из наиболее известных и крупных производителей оптики. На фабрике в Йене Цейс разработал линзы, которые легли в основу популярной оптики Zeiss. Первоначально продукция завода использовалась в производстве микроскопов, а после изобретения фотокамеры компания «Цейс» начала производить и знаменитые высококачественные объективы. Созданные Цейсом объективы имели очень большую апертуру, что позволяло получать более качественные изображения.
После смерти основателя фирмы во главе дела стал профессор Эрнст Аббе. Устав товарищества «Zeiss-Stiftung zu Jena» был утверждён в 1896 году. До начала 1890 года компания занималась главным образом изготовлением микроскопов; с 1890 года она стала производить фотографические объективы (Рудольф) и оптические измерительные инструменты (К. Пульфрих), а с 1894 года — и телескопы (Паули).